# Agathon Burman
Agathon Wilhelm Burman, född 11 december 1847 i Rödöns socken, död 19 maj 1918 i Östersund, var en svensk kommunalpolitiker, tidningsredaktör och journalist.
Agathon Burman var son till kaptenen och förste lantmätaren Erik Kristiansson Burman. Han var elev vid Östersunds högre elementarläroverk från 1856 och avlade mogenhetsexamen där 1868. Från 1869 student vid Uppsala universitet, men hade redan 1868 blivit extraordinarie kammarskrivare vid tullverket och var innehade 1868-69 en kammarskrivarbefattning vid Stockholms packuhus. Från 1868 var han även extraordinarie tjänsteman vid generalpoststyrelsens kammarkontor. Han gav sig även tidig in i journalistisk verksamhet, var medarbetare vid Stockholmsposten 1870, Dagens Nyheter 1870-1873, Svenska Familj-Journalen 1871-76 och i Svenska medborgaren 1872. Efter att ha återvänt till Jämtland grundade han 1877 Östersunds-Posten och fungerade därefter fram till sin död som redaktör och utgivare av tidningen, från 1893 även för dess halvveckoupplaga Jämtland. Under Burmans ledning utvecklades tidningen till den mest spridda länstidningen i Jämtland. 1884 blev han stadsfullmäktig i Östersund och var under denna tid bland annat ordförande i brandskyddsstyrelsen och ledamot i kommittén för försäkring av fast egendom, samt ordförande i Östersundpostens tryckeri AB från 1887. Han var även ledamot av styrelsen för arbetsförmedlingsanstalten och en 1914 tillsatt kommitté för Storsjöns reglering.
Politiskt kan Burman och hans tidning närmast kallas frisinnad, men valde ingen utpräglad partifärg vare sig i tidningen eller i det politiska livet. Han engagerade sig flitigt i skogsfrågor och för Inlandsbanans framdragande, andra frågor som berörde Burman var omvårdnaden av Runudden på Frösön och för en reglering av Indalsälvens vattensystem.
Burman avled 1918 och är begravd i Norra Begravningsplatsen, Östersund.